# Guangzhou Automobile Industry Group
Guangzhou Automobile Industry Group Co., Ltd. (GAIG) ist ein im Jahr 2000 gegründetes chinesisches Industriekonglomerat mit Schwerpunkt im Automobilbau, benannt – wie so oft in China – nach seinem Stammsitz Guangzhou. Die Industriefirmengruppe ist Mutterkonzern für die Guangzhou Automobile Group Co., Ltd. (oft bekannter unter dessen Abkürzung GAC), dem größten Automobilhersteller im Süden Chinas.
Das Industriekonglomerat ist am 8. Juni 2000 bei der Inkorporierung zweier Firmengeflechte gegründet worden. Die beiden Firmengeflechte waren die „Guangzhou Automobile Group Co., Ltd.“ sowie die Guangzhou Motors Group Company, vormalig „Guangzhou Wuyang Group Company“. Dieser Zusammenschluss ist von der Provinzregierung von Guangdong ebenso wie von den städtischen Behörden von Guangzhou autorisiert und unterstützt worden.

## Einige Unternehmensaktivitäten
Die Industriefirmengruppe ist ein chinesischer Joint-Venture-Partner für die japanischen Firmen Honda GAIG und Toyota; sie besitzt Fertigungsstandorte, die gesonderte Modellversionen dieser japanischen Hersteller für den chinesischen Markt ausstoßen, welche in Südchina vom Markt gängig akzeptiert werden.
Das Unternehmen betreibt in der Stadt Guangzhou Gemeinschaftsunternehmen mit Honda (etwa für das Kleinwagenmodell „Honda City“) und mit Toyota. Von Fiat wurden (mit Bezug auf das Modell „Alfa 166“) Fahrgestell und Motoren gekauft. Ein Joint-Venture mit Mitsubishi, welches sich auf die Produktion von Pick-ups und SUVs konzentriert, ist ebenfalls angegangen worden und hat im Oktober 2012 zu dessen Realisierung geführt.
Kurz gesagt, besitzt GAIG mit entsprechenden Partnern unter anderem Anteile an den folgenden Joint-Venture-Unternehmen, die zum Zwecke der Kooperation mit diesen gegründet worden sind:
- Guangqi Honda Automobile Co., Ltd.;
- GAC Toyota Motor Co., Ltd.;
- GAC Fiat Chrysler Automobiles Co., Ltd.;
- GAC Mitsubishi Motors Co., Ltd.